# 華中野戦軍
華中野戦軍（かちゅう-やせんぐん、华中野战军）は中国共産党が国共内戦中に華中地域で編成した方面軍・軍集団級の部隊。新四軍部隊を前身とし、後に山東野戦軍と統合され、華東野戦軍となった。

## 成立
対日戦勝後、1945年10月25日、華中に留まった新四軍部隊から華中軍区が編成され、張鼎丞が司令員、鄧子恢が政治委員、粟裕、張愛萍が副司令員、譚震林が副政治委員兼政治部主任、鍾期光が政治部副主任に任命された。華中軍区は、淮南2個軍区と4個軍分区を管轄し、総兵力約13万5万千人だった。同年11月10日、華中野戦軍が正式に編成された。

## 指揮官
- 司令員：粟裕
- 政治委員：譚震林
- 参謀長：劉先勝

## 編制
- 第6縦隊 - 司令員王必成、政治委員江渭清
- 第7縦隊 - 司令員兼政治委員吉洛
- 第8縦隊 - 司令員陶勇
- 第9縦隊 - 司令員張震

総兵力約4万7千人。建制上、華中軍区に属し、戦略行動では、陳毅の指揮を受けた。

## 活動
華中及び山東野戦軍が編成されると同時に、中央軍事委員会は、旧汪兆銘軍に対して攻撃を仕掛け、国民党正規軍の進入を防いだ。5ヶ月間の作戦の結果、約4万人の敵軍を撃滅し、90ヶ所以上の市町村を解放し、山東及び華中解放区を発展させた。
1946年3月から、華中と山東野戦軍は、「百日」大練兵運動を行い、戦闘序列を整備した。同年5月、華中野戦軍第8縦隊は第1師（師長兼政治委員：粟裕）に、第6縦隊は第6師（師長兼政治委員：譚震林）に改編された。華中第5軍分区基幹部隊と投降した趙雲祥の部隊から、第10縦隊（司令員：謝祥軍、政治委員：劉培善）が編成された。6月2日、華中分局と華中軍区の決定により、第7縦隊は蘇中軍区を、第9縦隊は淮北軍区を、第10縦隊は蘇北軍区を兼務した。7月、東江縦隊等と中原軍区第13旅が前後して膠東と蘇皖解放区に到着し、各々華中と山東野戦軍に編入された。この時、華中と山東野戦軍を合わせて約13万人に達した（軍区合計は26万6千人）。
1946年夏、蔣介石は、全軍の3分の1の兵力である62個旅団・師団、約50万人を動員して、華東解放区に進攻した。華中、山東野戦軍と軍区部隊は、中央軍事委員会の指示により、数路に分かれて敵を迎撃した。1947年2月まで蘇中、淮北、淮南、宿北、魯南、萊蕪等の地区で作戦を行い、約30万人の敵軍を撃滅し、蔣介石の意図を完全に破砕した。

## 消滅
1947年冬、華中軍区・華中野戦軍と山東軍区・山東野戦軍が廃止され、華東軍区と華東野戦軍が編成された。